# Ochodaeus xanthomelas
Ochodaeus xanthomelas là một loài bọ cánh cứng trong họ Ochodaeidae. Loài này được Wiedemann miêu tả khoa học đầu tiên năm 1823.